# Hellfjord
Hellfjord est une série télévisée comique norvégienne diffusée sur NRK1 en 2012 . La série suit  le policier Salmander d' Oslo , qui, après une grave erreur au travail, a été licencié et transféré dans le village fictif et isolé du Finnmark de Hellfjord . La série se composait de sept épisodes de 30 minutes et a été produite par Tommy Wirkola et Tappeluft Pictures pour NRK .

## Synopsis
Salmander, un policier d'Oslo, est envoyé à Hellfjord, un village isolé du nord du pays, après un scandale public. Fils d'immigrants pakistanais, il a du mal à s'intégrer dans la petite communauté. Cependant, un certain crime va semer le chaos parmi les habitants. Notre héros parviendra-t-il à rétablir sa réputation en résolvant cette affaire ?,

## Distribution
- Zahid Ali : Salmander
- Stig Frode Henriksen : Kobba
- Ingrid Bolsø Berdal : Johanne
- Thomas Hanzon : Bosse Nova
- Pihla Viitala : Riina
- Lars Arentz-Hansen : Brobaker

## Production
La série a été écrite et produite par Tommy Wirkola , Zahid Ali et Stig Frode Henriksen et a été enregistrée à Gryllefjord à Senja et au Filmcamp à Øverbygd à l'été 2011. La série a été vendue à l'étranger avant même la fin de son enregistrement.  L'enregistrement a reçu le soutien de l'UE à travers le projet "Media" de NOK. 2 100 000.